# Liacarus clavatus
Liacarus clavatus är en kvalsterart som beskrevs av K. Fujikawa och Aoki 1970. Liacarus clavatus ingår i släktet Liacarus och familjen Liacaridae. Inga underarter finns listade i Catalogue of Life.